# Castel Verruca
Castel Verruca (in tedesco: Fragsburg) è il castello più alto di Merano (BZ), a 727 metri sul livello del mare. Sovrasta la frazione di Sinigo (Sinich), con un'ampia vista sulla conca meranese.

## Descrizione
Il luogo dove sorge il castello era probabilmente fortificato già in epoca preistorica e forse in epoca romana. Il maniero fu costruito nella seconda metà del XIII secolo da Otto von Auer, feudatario dei conti di Tirolo.
Nel 1479, quando fu acquistato dai Niederthor, cominciò una radicale trasformazione che ebbe il suo massimo a metà del XVI secolo.
Il castello passò di proprietario in proprietario. Nel 1620 i patrizi meranesi Memminger fecero costruire la parte principale del palazzo che si vede ancor oggi, che fu adibita a palazzina di caccia. Un'ulteriore trasformazione fu effettuata a metà del XIX secolo.
Nel 1904 i conti Deuster di Kitzingen lo trasformarono in un hotel, facendo aprire a proprie spese la strada che ancora oggi lo congiunge alla città.
Dopo l'annessione dell'Alto Adige all'Italia, il castello venne espropriato - come il non lontano castel Trauttmansdorff - a favore dell'Opera Nazionale Combattenti, che lo utilizzò come colonia, e il suo nome italianizzato in Verruca.
Durante la seconda guerra mondiale è andato perduto tutto il mobilio originale, ad eccezione di quello della cappella e di altre due sale, che si è parzialmente salvato.
Nel secondo dopoguerra fu acquistato da privati e nuovamente adibito ad albergo.
Nel 2001 è stato completamente restaurato e a dicembre 2015 viene messo all'asta per 7 milioni di euro.